# Southeast McKenzie (Dakota del Norte)
Southeast McKenzie es un territorio no organizado ubicado en el condado de McKenzie en el estado estadounidense de Dakota del Norte. En el Censo de 2020 tenía una población de 314 habitantes y una densidad poblacional de 0,30 personas por km².

## Geografía
Southeast McKenzie se encuentra ubicado en las coordenadas 47°26′12″N 103°20′59″O / 47.43667, -103.34972. Según la Oficina del Censo de los Estados Unidos, Southeast McKenzie tiene una superficie total de 1044.94 km², de la cual 1040.12 km² corresponden a tierra firme y (0.46%) 4.81 km² es agua.

## Demografía
Según el censo de 2010, había 234 personas residiendo en Southeast McKenzie. La densidad de población era de 0,22 hab./km². De los 234 habitantes, Southeast McKenzie estaba compuesto por el 97.01% blancos, el 0% eran afroamericanos, el 0% eran amerindios, el 0% eran asiáticos, el 0% eran isleños del Pacífico, el 0.85% eran de otras razas y el 2.14% pertenecían a dos o más razas. Del total de la población el 0.43% eran hispanos o latinos de cualquier raza.